# Der junge Lord

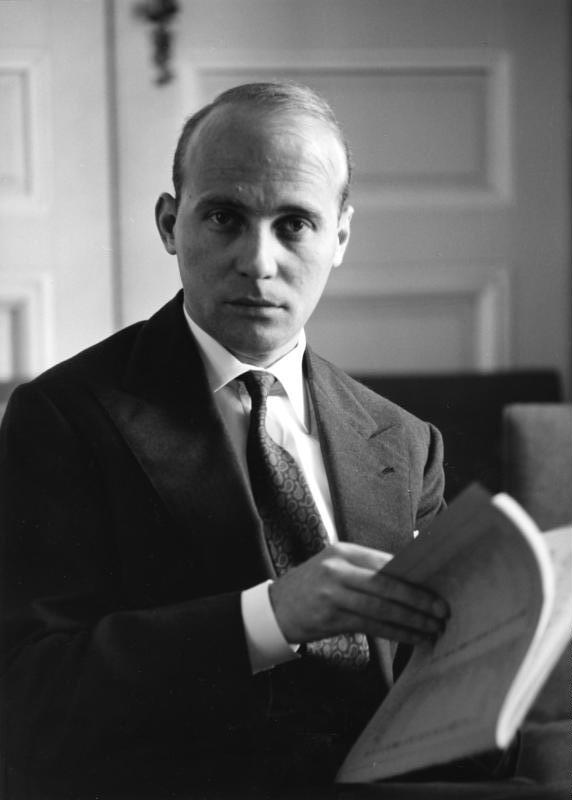
Hans Werner Henze

Der junge Lord (Den unge lorden) är en opera i två akter med musik av Hans Werner Henze och libretto av Ingeborg Bachmann efter Wilhelm Hauffs saga Der Affe als Mensch (1827) från Der Scheik von Alessandria und seine Sklaven.

## Historia
Ingeborg Bachmann kompletterade inte bara Hauffs moralitet med kärleksparet Luise och Wilhelm, utan gav dessutom berättelsen en biedermeieratmosfär. Henze, som gick en annan väg än Darmstadtskolan, valde en stil som var mer orienterad mot Mozart och Rossini, vilket mötte kritik från vissa håll. Der Junge Lord blev dock en stor publikframgång.
Operan hade premiär 7 april 1965 på Deutsche Oper Berlin. Svensk premiär på Stora Teatern i Göteborg 6 september 1968.
Stilen och handlingen liknar den italienska opera buffa, med influenser från Vincenzo Bellini och Gioachino Rossini. Musikkritikern Andrew Porter har noterat fyra distinkta musikstilar i operan vilka korrelerar till fyra olika karaktärstyper:
- "neoklassisk" stil, för stadsfolket;
- "neo-Straussian arioso", för Sir Edgas entrée;
- en "vildare, mer oberäknelig" stil, för cirkusen;
- lyrisk stil, för Luises kärleksmusik.

Robert Henderson har kommenterat den Brechtianska naturen hos Bachmann och Henzes behandling av historien.

## Personer

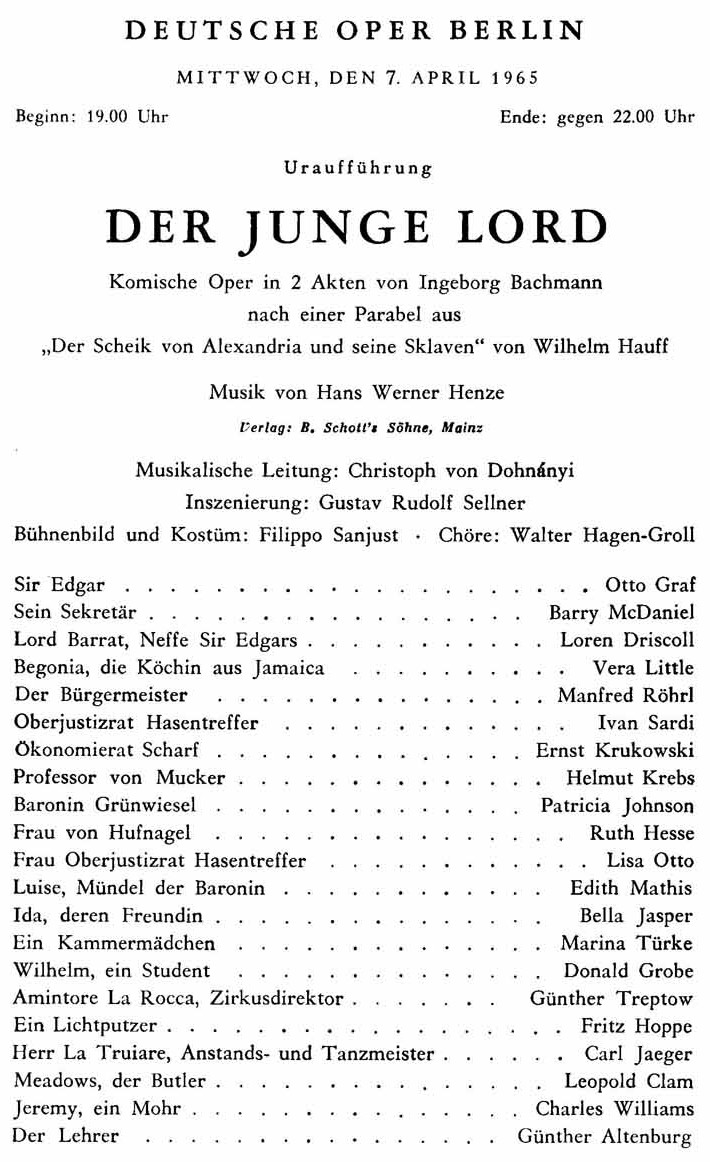
Programblad från premiären 1965

| Roller                             | Röstläge    | Premiärbesättning 7 april 1965 Dirigent: Christoph von Dohnányi |
| ---------------------------------- | ----------- | --------------------------------------------------------------- |
| Lord Barrat, Sir Edgars brorson    | tenor       | Loren Driscoll                                                  |
| Luise, baronessans myndling        | sopran      | Edith Mathis                                                    |
| Baronessan Grünwiesel              | mezzosopran | Patricia Johnson                                                |
| Sir Edgars sekreterare             | baryton     | Barry McDaniel                                                  |
| Armintore La Rocca, cirkusdirektör | tenor       | Günter Treptow                                                  |
| Begonia, köksa från Jamaica        | mezzosopran | Vera Little                                                     |
| Borgmästaren                       | basbaryton  | Manfred Röhrl                                                   |
| Överjustitierådet Hasentreffer     | baryton     | Ivan Sardi och Emil Graf                                        |
| Fru Hasentreffer                   | soprano     | Lisa Otto                                                       |
| Fru von Hufnagel                   | mezzosopran | Ruth Hesse                                                      |
| Ida, hennes väninna                | sopran      | Bella Jasper                                                    |
| Ekonomirådet Scharf                | baryton     | Ernst Krukowski                                                 |
| Professor von Mucker               | tenor       | Helmut Krebs                                                    |
| Wilhelm, en student                | tenor       | Donald Grobe                                                    |
| Sir Edgar                          | stum roll   | Otto Graf                                                       |

## Handling
Akt I
Den rike engelsmannen sir Edgar flyttar in i ett hus vid torget i Hülsdorf-Gotha för att där i ostördhet kunna ägna sig åt sina studier. Men han blir påträngande uppvaktad av stadens honoratiores som hoppas av sir Edgar skall bli en tillgång i stadens sällskapsliv. Hans sekreterare avböjer hövligt alla inbjudningar som forsar in. Luise, baronessan Grünwiesels myndling, blir bekant med studenten Wilhelm. På torget gör en kringresande cirkus reklam för sina föreställningar. Det finare borgerskapet försöker hindra den från att stanna men sir Edgar erbjuder artisterna logi i sitt hus.
Akt II
Sällsamma skrin hörs från sir Edgars hus. Stadens honoratiores skyndar dit, men lugnas av sir Edgars sekreterare, som meddelar att herrn har undervisat sin brorson Barrat i tyska språket och snart skall introducera denne i sällskapslivet.
Dagen närmas sig. Alla infinner sig förväntansfullt i sir Edgars hus och får där möta en excentrisk ung man, som av alla bemöts som sir Edgars brorson.
Under en bal börjar det närma sig en förlovning mellan Luise och Barrat. Men under en dans får Barrat ett raseriutbrott, hotar Luise, slänger henne i väggen och river slutligen ner tapeterna från väggarna. Sir Edgar använder piskan: Den beundrade brorsonen visar sig vara apan Adam från den kringresande cirkusen. Luise återvänder ångerköpt till Wilhelm.